# Edomiti
Edomiti, Edomićani, Edomci, Idumejci (hebr. Edom, אֱדוֹם, suvremeno Edom, tiberijski ʼĔḏôm; doslovno: "crveno"; asirski: Udumi; sirjački: ܐܕܘܡ) bili su antički semitski nomadski narod. Živio je na Edomskoj visoravni od 14. ili 13. st. pr. Kr. Govorili su edomitskim jezikom.
Prema Bibliji blisko su srodni narod Izraelcima. Potječu od Izraelova (Jakovljeva) brata Edoma (Ezava). Proročka knjiga iz Biblije Obadija navješta uništenje ovog naroda i njegove države. U Ponovljenom zakonu 23,7 zapovijed je "Ne mrzi Edomca, jer ti je po krvi rod! Ne mrzi ni Egipćanina, jer si bio u zemlji njegovoj gost!". Druge knjige sve slikovitije najavljuju posrnuće, pad, demoraliziranje edomskih junaka, poniženje i nestanak Edoma, uništenje edomskih mudraca, gdje sam Bog najavljuje da će Edom osjetiti njegovu osvetu "zbog opačine učinjene sinovima Judinim, jer su prolili krv nedužnu u zemlji njihovoj." (Joel 4,19) i da će "Oni će se zvati "zemlja zločina" i "narod, na koji se gnjevi Gospod dovijeka", a navještenje Božje kazne je i Gazi i Tiru za četiri opačine, "jer su do posljednjega čovjeka sve odveli" da ih prodaju Edomu odnosno izručili Edomu. Moabu najavljuje da mu neće oprostiti opačinu što je u "spalio kosti kralja iz Edoma.", Bog je Edomu tri opačine oprostio, a za četiri mu ne će oprostiti "Jer je progonio brata svojega mačem, ugušio sažaljenje, jarost svoju jednako čvrsto držao, gnjev svoj uvijek čuvao." (Amos 1,11)
Ime nose po crvenoj boji hrane koju je Ezav zatražio od Jakova (Postanak 25,30). Ezav, rodonačelnik Edomaca, naselio se na gori Seiru.
Edomiti su državu stvorili prije bratskog naroda Izraelaca. S njima su ratovali. Porazio ih je David i podvrgnuo svojoj vlasti (2. Samuelova 8,14). Judejske se vlasti oslobađaju u 9. st. pr. Kr. Nakon toga stalno su bili saveznici svakom neprijatelju judejske države. Prijestolnica edomske države zvala se Dinhaba.
Kad su Izraelci izlazili iz egipatskog ropstva, Edomci nisu pustili Izraelce proći kroz njihovu zemlju, kad su otišli iz Egipta (Brojevi 20,14-21, Suci 11,17).
701. pr. Kr. asirski kralj Senaherib se u povratku iz Babilona zaputio na zapadni kraj države, gdje je Ezekija Judejski na poticaj Edipta i Marduk-apla-iddini, opozvao poslušnost Asiriji. U pobunu su se uključile još neke male državice te regije: Sidon i Aškelon koje je zauzeo silom te niz gradova i država, među kojima Biblos, Ašdod, Amon, Moab i Edom koji su platili zatim danak ne opirući se. Zatim je neuspješno opsjeo Jeruzalem, davši okolne gradove vazalnim vladarima Ekrona, Gaze i Ašdoda. Pohod je u različitim opisima opisan u asirskim spisima i biblijskim Knjigama o kraljevima (Prva i Druga). Ezekija je ostao na prijestolju kao vazalni vladar.
Kulminacija neprijateljstva je sudioništvo u babilonskom razaranju jeruzalemskoga hrama u 586. pr. Kr. i klicali rušenju (Psalam 137,7) . Kad su protjerani Judejci, svoju su vlast proširili na južnu Judeju i Hebron. Nakon povratka iz babilonskog sužanjstva, grad Kanaanka Maresu nisu ponovno naselili Židovi nego Edomci, koji su ga načinili svojim glavnim gradom. 
U doba makabejaca nosi grčko ime Idumeja. U godinama između 126. pr. Kr. do 109. pr. Kr. Ivan Hirkan osvojio je Idumeju. Edomiti (Idumejci) su potom prisilno judaizirani. Spomen Edomićana je do 70. g. i od tad nestaju iz povijesti. Ne zna se mnogo o edomskoj religiji prije nego što su nakon hasmonejske vlasti judaizirani. Vjerojatno su bili kanaanske religije, a da im je nacionalni Bog bio Kaus (hebr. קוס/קוש‎), Qaus, Qōs, Qaus, Koze). Pretpostavka je jer ga se zaziva u formuli blagoslova u pismima i osobnim imenima u drevnom Edomu.
Edomićanskog su roda Antipater i zloglasni Herod.